# Сямжена
Ся́мжена (Сямшенга) — река в Вологодской области России. Протекает по территории Сокольского и Сямженского районов. Вытекает из болота на северном склоне Харовской гряды, в нижнем течении прорезает озёрно-ледниковую равнину высотой 130—150 м. Русло извилистое, уклон — 0,57 м/км. Впадает в реку Кубену в 137 км от её устья по левому берегу у села Усть-Река. Длина реки составляет 117 км, площадь водосборного бассейна — 1930 км². На реке расположен районный центр — село Сямжа.
Высота устья — 128 м над уровнем моря.

## Данные водного реестра
По данным государственного водного реестра России относится к Двинско-Печорскому бассейновому округу, водохозяйственный участок реки — озеро Кубенское и реки Сухона от истока до Кубенского гидроузла, речной подбассейн реки — Сухона. Речной бассейн реки — Северная Двина.
Код объекта в государственном водном реестре — 03020100112103000005689.

### Притоки (км от устья)
- 9 км: река Шокша (лв)
- 32 км: река Большой Пунгул (лв)
- 34 км: река Шиченга (пр)
- 61 км: река Синьгойма (пр)
- 73 км: река Пульченга (лв)
- 97 км: река Сулонга (лв)
- 100 км: река Хребтица (лв)